# 미국의 스페인어
스페인어는 미국에서 두 번째로 많이 사용되는 언어이다. 4,340만 명이 넘는 5세 이상 인구가 가정에서 스페인어를 사용한다(13.7%). 스페인어는 또한 영어 외에 가장 많이 배우는 언어이며, 약 8백만 명의 학생이 배우고 있다. 추정치에 따르면 모국어 화자, 계승어 화자, 제2외국어 화자를 포함하여 최대 5,890만 명에 달한다. 미국에는 북미 스페인어 학술원도 있다.
미국에는 프랑스어, 독일어, 이탈리아어, 포르투갈어, 하와이어, 인도아리아어군, 다양한 중국어 방언, 아랍어, 아메리카 원주민 언어 화자들을 합친 것보다 더 많은 스페인어 화자가 있다. 미국 인구조사국이 실시한 2023년 미국 지역사회 조사에 따르면, 5세 이상 인구 중 4,340만 명이 가정에서 스페인어를 사용하며, 이는 1990년보다 두 배 이상 증가한 수치이다.
스페인어는 15세기 북아메리카에 스페인 식민화가 시작되면서 오늘날의 미국 지역에서 사용되기 시작했다. 식민지 개척자들은 훗날 플로리다, 텍사스, 콜로라도, 뉴멕시코, 애리조나, 네바다, 캘리포니아가 될 지역과 현재의 푸에르토리코 연방에 정착했다. 스페인 탐험가들은 미래의 미국 주 42개 지역을 탐험하며 북아메리카에 다양한 히스패닉 유산을 남겼다. 프렌치 인디언 전쟁 이후 1763년부터 1800년까지 루이지애나 준주의 서부 지역도 스페인 통치하에 있었으며, 이는 오늘날의 미국 전역으로 스페인의 영향력을 더욱 확장시켰다.
19세기 전반에 이들 지역이 미국에 편입된 후, 스페인어는 1898년 푸에르토리코를 획득하면서 미국 내에서 다시 강화되었다. 멕시코, 쿠바, 베네수엘라, 엘살바도르 및 이스파노아메리카의 다른 지역으로부터의 이민 물결은 미국 내에서 스페인어의 중요성을 강화했다. 오늘날 히스패닉은 미국에서 가장 빠르게 성장하는 민족 집단 중 하나이며, 이는 미국에서 스페인어 사용 및 중요성을 증가시켰다. 하지만 미국 주요 도시에서 히스패닉 간 스페인어 사용 비중은 감소하고 있지만, 전체 스페인어 화자 수와 가정 내 스페인어 사용은 매년 증가하고 있다.

## 역사

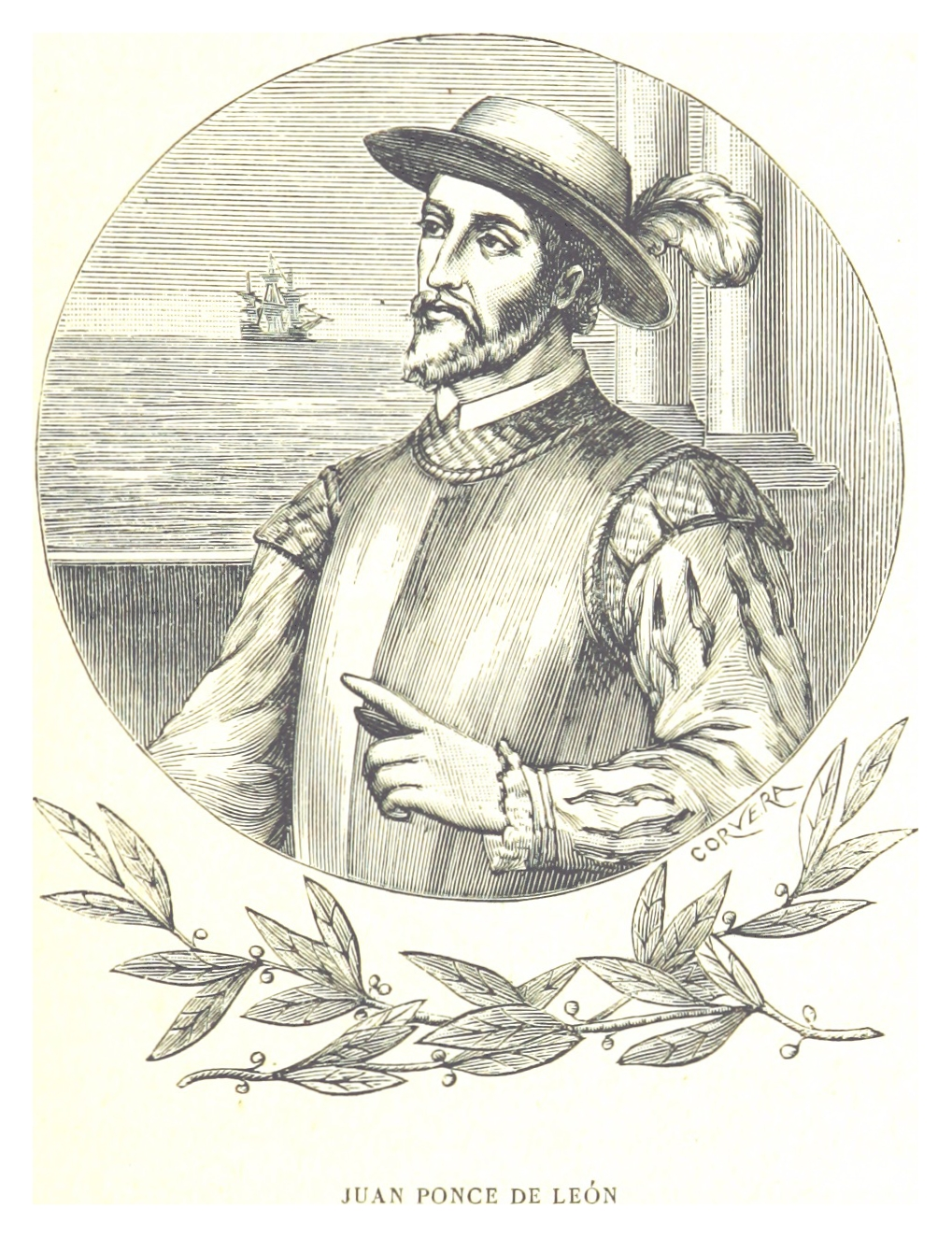
후안 폰세 데 레온 (바야돌리드 주, 스페인). 그는 현재 미국 지역에 도착한 최초의 유럽인 중 한 명으로, 플로리다를 명명하고 유럽인의 첫 탐험을 이끌었다. 스페인어는 현재의 미국 영토에서 사용된 최초의 유럽 언어였다.

### 초기 스페인 정착지
스페인인들은 1493년 푸에르토리코에 도착하면서 오늘날의 미국 지역에 발을 들였다. 후안 폰세 데 레온은 1513년 플로리다를 탐험했다. 1565년, 스페인인들은 세인트오거스틴을 건설했다. 스페인인들은 나중에 떠났지만 다른 사람들이 들어와 이곳은 미국 본토에서 가장 오랫동안 지속적으로 점령된 유럽인 정착지가 되었다. 후안 폰세 데 레온은 1508년에 산후안을 건설했다. 역사적으로 스페인어 사용 인구는 이전에 스페인 제국이 주장했던 영토의 합병과 멕시코와의 전쟁 및 토지 매입으로 인해 증가했다.

### 스페인 루이지애나
18세기 후반과 19세기 초반에 스페인이 주장했던 영토는 1769년부터 1800년까지 프랑스 식민지 루이지애나를 포함하여 현재 미국 영토의 많은 부분을 차지했다. 루이지애나를 더욱 확고히 하고 방어하기 위해 스페인 총독 베르나르도 데 갈베스는 카나리아 제도인들을 북미로 이주하도록 모집했다. 1778년 11월부터 1779년 7월까지 약 1600명의 이슬레뇨족이 뉴올리언스에 도착했고, 약 300명으로 구성된 또 다른 집단이 1783년에 도착했다. 1780년까지 네 개의 이슬레뇨 공동체가 이미 설립되었다. 루이지애나가 미국에 매각되었을 때, 그곳의 스페인어, 크리올, 카준 주민들은 미국 시민이 되었고 계속해서 스페인어나 프랑스어를 사용했다. 1813년, 조지 틱노어는 하버드 대학교에서 스페인어 연구 프로그램을 시작했다.
스페인은 또한 프렌치 루이지애나와의 국경을 보호하기 위해 사빈강을 따라 정착지를 건설했다. 나코그도치스와 로스 아다이스 마을은 이 정착지의 일부로 건설되었으며, 그곳 사람들은 농촌 멕시코 스페인어에서 파생된 방언을 사용했는데, 현재는 거의 완전히 사라졌다.
나코그도치스에서는 사빈강 지역의 히스패닉계 주민들이 isleños라고 흔히 생각되지만,
그들의 스페인어 방언은 농촌 멕시코 스페인어에서 파생되었으며, 그들의 조상은 멕시코와 텍사스의 다른 지역에서 왔다.

### 텍사스 합병 및 멕시코-미국 전쟁

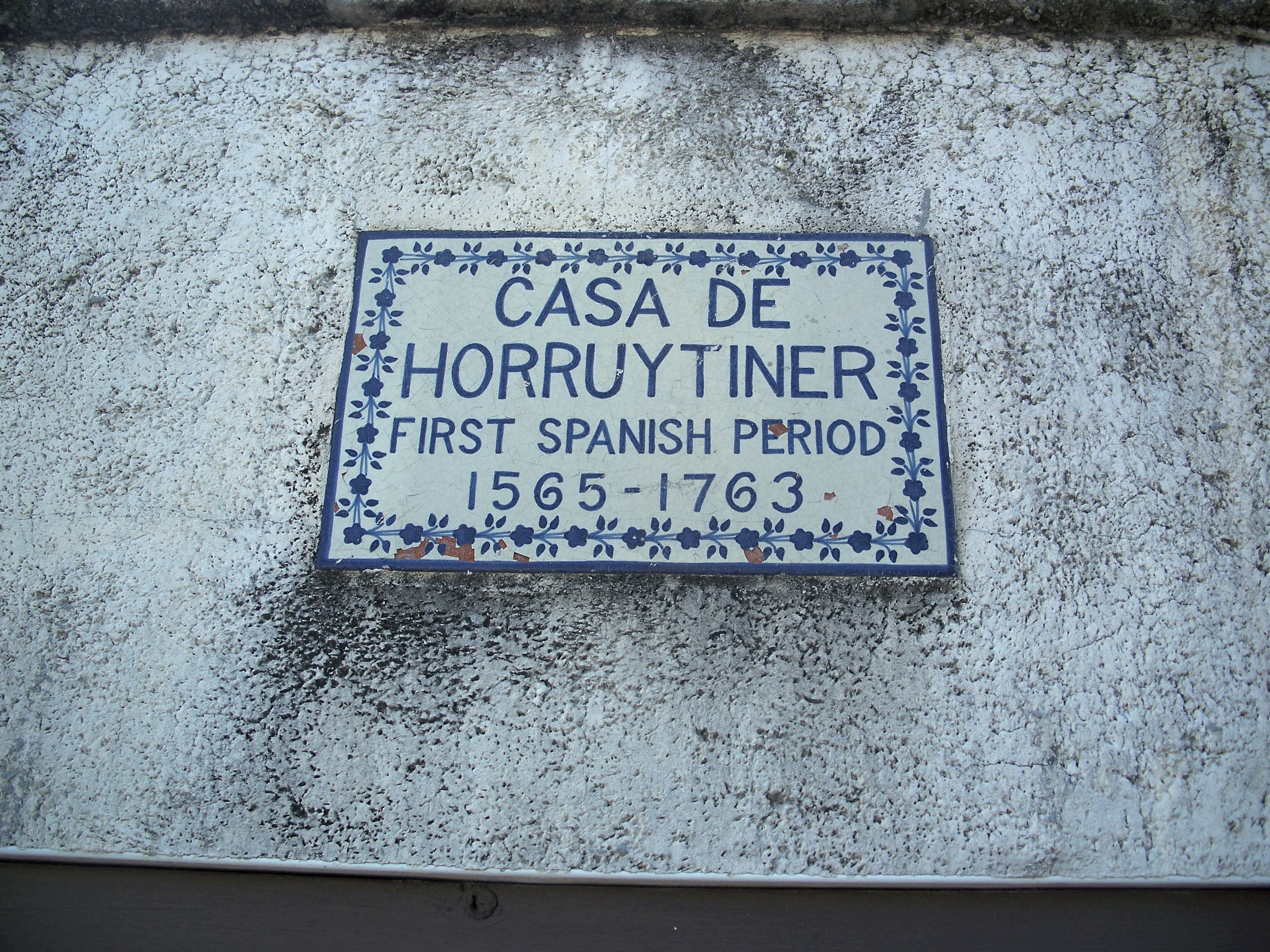
플로리다의 스페인어 유산은 1565년 세인트오거스틴의 설립으로 거슬러 올라간다. 스페인어는 플로리다에서 사용된 최초의 유럽 언어였다.

1821년, 멕시코 독립 전쟁 이후 텍사스는 멕시코 합중국의 코아우일라이테하스주의 일부였다. 미국인의 대규모 유입은 멕시코 대통령의 승인 하에 곧 이어졌다. 1836년, 이제는 주로 "미국인"이 된 텍사스인들은 멕시코 중앙 정부로부터 독립 전쟁을 벌였다. 미국에서 온 이주민들은 멕시코의 노예제 폐지에 반대했다. 그들은 독립을 선언하고 텍사스 공화국을 설립했다. 1846년, 텍사스가 미국에 주로서 편입되면서 공화국은 해체되었다. 1850년까지 텍사스 주민 중 16,000명 또는 7.5% 미만이 멕시코계 스페인어 사용자들이었으며(멕시코인과 스페인어를 사용하지 않는 유럽 정착민, 독일계 텍사스인 포함), 영어 사용 정착민(미국인과 기타 이민 유럽인 모두)에 비해 6대 1로 수가 적었다.
스페인으로부터의 멕시코 독립 전쟁 이후, 캘리포니아, 네바다, 애리조나, 유타, 서부 콜로라도 및 남서부 와이오밍 또한 멕시코 영토인 알타칼리포르니아주의 일부가 되었다. 뉴멕시코의 대부분, 서부 텍사스, 남부 콜로라도, 남서부 캔자스 및 오클라호마 팬핸들은 누에보 메히코 영토의 일부였다. 이 영토의 지리적 고립과 독특한 정치적 역사는 뉴멕시코 스페인어가 미국 내 다른 지역에서 사용되는 스페인어와 현재 멕시코 합중국에서 사용되는 스페인어와 현저하게 다르게 발전하는 결과를 낳았다.
멕시코는 1821년 스페인으로부터 얻은 북부 영토의 거의 절반을 멕시코-미국 전쟁 (1846-1848)에서 미국에 잃었다. 여기에는 현재의 텍사스, 콜로라도, 애리조나, 뉴멕시코, 와이오밍, 캘리포니아, 네바다, 유타의 일부가 포함되었다. 잃어버린 영토는 인구가 희박했지만, 그 후 수천 명의 스페인어 사용 멕시코인들은 미국 시민이 되었다. 전쟁을 종식시킨 과달루페 이달고 조약 (1848)은 언어를 명시적으로 다루지 않았다. 비록 스페인어가 초기에는 학교와 정부에서 계속 사용되었지만, 남서부에 들어온 영어 사용 미국인 정착민들은 그들의 언어, 문화, 법을 지배적인 것으로 확립하여 공공 영역에서 스페인어를 대체했다.
캘리포니아의 경험은 대표적이다. 1849년의 첫 캘리포니아 헌법 제정 회의에는 8명의 캘리포니아인 참가자가 있었고, 그 결과로 만들어진 주 헌법은 영어와 스페인어로 작성되었으며, 모든 공표된 법률과 규정을 두 언어로 발행해야 한다는 조항을 포함했다. 1850년 캘리포니아 주의회의 첫 번째 법률 중 하나는 모든 주 법률, 법령, 문서 또는 명령을 스페인어로 번역할 책임이 있는 주 번역가 임명을 승인하는 것이었다.
이러한 관대함은 오래가지 못했다. 이미 1850년 2월, 캘리포니아는 새로운 주의 법률 시스템의 기초로 앵글로-아메리칸 관습법을 채택했다. 1855년, 캘리포니아는 영어만이 학교의 유일한 교수 언어가 될 것이라고 선언했다. 이러한 정책들은 앵글로족의 사회적, 정치적 우위를 보장하는 한 가지 방법이었다.
1872년 주의 두 번째 헌법 제정 회의에는 스페인어 사용 참가자가 없었다. 회의의 영어 사용 참가자들은 주에 남아있는 소수의 스페인어 사용자들이 단순히 영어를 배워야 한다고 생각했으며, 결국 회의는 46대 39로 이전 조항을 수정하여 모든 공식 절차는 이후 영어로만 출판될 것이라고 결정했다.
스페인어가 공공 영역에서 밀려났음에도 불구하고, 남부 캘리포니아, 애리조나, 뉴멕시코, 남부 텍사스를 포함한 많은 국경 지역은 적어도 20세기 초까지 스페인어 사용 공동체의 본거지였다.

### 미국-스페인 전쟁 (1898)
1898년, 미국-스페인 전쟁의 결과로 미국은 쿠바, 푸에르토리코, 괌, 필리핀을 해외 영토로 편입했다. 1902년 쿠바는 미국으로부터 독립했지만, 푸에르토리코는 계속해서 미국의 영토로 남았다. 미국 정부는 정부 서비스를 스페인어와 영어 이중 언어로 제공하도록 요구했으며, 푸에르토리코에 영어 중심 교육을 도입하려고 시도했지만 후자의 노력은 성공하지 못했다.
푸에르토리코가 1948년에 자치권을 부여받자, 푸에르토리코에 온 본토 관리들도 스페인어를 배워야 했다. 푸에르토리코 주민의 20%만이 영어를 이해하며, 섬 정부는 공식 이중 언어 정책을 가지고 있었지만 1991년 스페인어 단독 정책으로 폐지되었다. 이 정책은 주 승격 찬성 정당이 독립 찬성 정당을 영연방 정부에서 축출하면서 1993년에 뒤집혔다.

### 미국 최대 소수민족으로서의 히스패닉
비교적 최근이지만 대규모 스페인어 화자의 미국 유입은 미국 내 스페인어 화자 전체 수를 증가시켰다. 이들은 특히 캘리포니아, 애리조나, 뉴멕시코, 텍사스(멕시코와 접경하는 미국 주) 및 남부 플로리다에서 많은 정치 지구의 다수 또는 큰 소수 집단을 형성한다.
멕시코인들은 1910년부터 1917년까지 멕시코 혁명의 격동 속에서 난민으로 미국에 처음 이주했지만, 나중에는 경제적인 이유로 더 많은 수가 이주했다. 멕시코인의 대다수는 과거 멕시코가 통제했던 남서부 지역에 거주한다. 1942년부터 1962년까지 브라세로 프로그램은 대규모 멕시코인 미국 이주를 가능하게 했다.
500만 명이 넘는 푸에르토리코인들은 두 번째로 큰 히스패닉 집단이다. 모든 주요 히스패닉 집단 중 푸에르토리코인들은 스페인어에 능숙할 가능성이 가장 낮지만, 미국 본토에 거주하는 수백만 명의 푸에르토리코계 미국인들은 스페인어에 유창하다. 푸에르토리코인들은 미국에서 태어난 시민이며, 많은 푸에르토리코인들이 뉴욕시, 올랜도, 필라델피아 및 미국 동부의 다른 지역으로 이주하여 스페인어 사용 인구를 증가시켰고 일부 지역에서는 스페인어권 인구의 대다수를 차지하고 있으며, 특히 중부 플로리다에서 그렇다. 19세기 후반부터 푸에르토리코 농장 노동자와 멕시코 목장업자들이 정착한 하와이에서는 섬 주민의 7%가 히스패닉이거나 스페인어권이거나 둘 다이다.
1959년 쿠바 혁명은 공산주의 혁명에 반대하는 쿠바 망명자 공동체를 형성했으며, 그들 중 다수가 미국으로 떠났다. 1963년, 포드재단은 마이애미데이드군의 쿠바 망명자 자녀들을 위한 미국 최초의 이중 언어 교육 프로그램을 설립했다. 1965년 이민 및 국적법은 히스패닉 아메리카 국가로부터의 이민을 촉진했고, 1968년 의회는 이중 언어 교육법을 통과시켰다. 이들 100만 명의 쿠바계 미국인 대부분은 플로리다 남부와 중부에 정착했으며, 다른 쿠바인들은 미국 북동부에 거주하고, 대부분 스페인어에 유창하다. 오늘날 마이애미 시에서는 쿠바 이민으로 인해 스페인어가 주로 제1언어이다. 마찬가지로 니카라과 혁명과 그에 따른 콘트라 전쟁은 1980년대 후반 산디니스타 정부와 내전을 피해 미국으로 이주하는 니카라과인들의 이주를 야기했다. 이들 니카라과인 대부분은 플로리다와 캘리포니아로 이주했다.

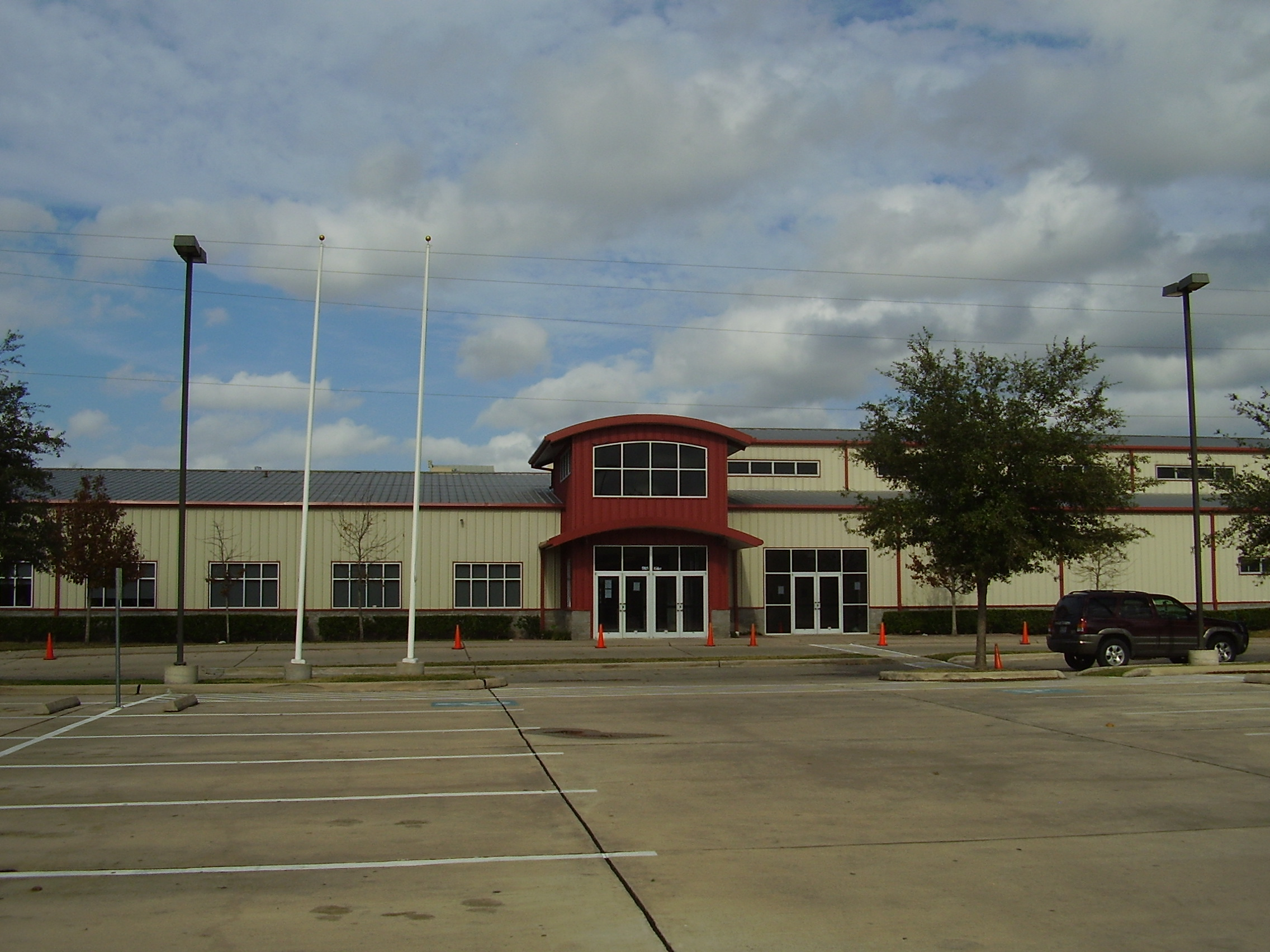
휴스턴, 텍사스에 있는 K-8 이중 언어 공립 학교인 세르-니뇨스 차터 스쿨. 이중 언어 교육은 스페인어 화자가 많은 학구에서 인기가 많다.

엘살바도르인들의 엑소더스는 경제적, 정치적 문제의 결과였다. 가장 큰 이민 물결은 1980년대 엘살바도르 내전의 결과로 발생했으며, 이 전쟁으로 엘살바도르 인구의 20~30%가 이주했다. 이 중 약 50% 또는 최대 50만 명이 미국으로 향했는데, 미국은 이미 1만 명 이상의 엘살바도르인이 거주하고 있었으며, 이로 인해 엘살바도르계 미국인들은 멕시코계 미국인 대다수, 푸에르토리코계 미국인, 쿠바인에 이어 네 번째로 큰 히스패닉 및 라틴계 미국인 집단이 되었다.
1980년대 몇몇 중앙아메리카 국가들이 내전에 휩싸이면서 수십만 명의 엘살바도르인들이 고국을 떠나 미국으로 왔다. 1980년부터 1990년 사이에 미국 내 엘살바도르 이민 인구는 9만 4천 명에서 46만 5천 명으로 거의 5배 증가했다. 미국 내 엘살바도르 이민자 수는 1990년대와 2000년대에도 가족 재결합과 지진 및 허리케인 등 엘살바도르를 강타한 일련의 자연재해를 피해 새로운 이주민들이 도착하면서 계속 증가했다. 2008년까지 미국에는 약 110만 명의 엘살바도르 이민자가 있었다.
20세기 이전에는 미국으로 이민 온 베네수엘라인의 수에 대한 명확한 기록이 없었다. 18세기와 19세기 초반 사이에는 많은 유럽 이민자들이 베네수엘라로 갔다가 나중에 베네수엘라에서 태어나거나 자라 스페인어를 사용하는 자녀 및 손자녀들과 함께 미국으로 이민을 갔다. 1910년부터 1930년까지 매년 4,000명 이상의 남아메리카인들이 미국으로 이민을 간 것으로 추정되지만, 이러한 통계를 구체적으로 보여주는 수치는 거의 없다. 많은 베네수엘라인들은 더 나은 교육을 받기를 희망하며 미국에 정착했고, 졸업 후에도 그곳에 머물렀다. 그들은 종종 친척들과 합류했다. 그러나 1980년대 초반부터 베네수엘라 이민의 이유는 더 높은 임금을 받으려는 희망과 베네수엘라의 경제 변동으로 바뀌었으며, 이는 또한 많은 베네수엘라 전문가들이 미국으로 이민하는 것을 촉진했다. 2000년대에는 반체제 베네수엘라인들이 남부 플로리다로, 특히 교외 지역인 도럴과 웨스턴으로 이주했다. 1990년 인구 조사에 따르면 베네수엘라계 미국인 인구가 많은 다른 주요 주로는 뉴욕, 캘리포니아, 텍사스(기존 히스패닉 인구에 추가됨), 뉴저지, 매사추세츠, 메릴랜드가 있다.
스페인 내전 (1936~1939)과 1975년까지 지속된 프란시스코 프랑코 정권 하의 정치적 불안정으로 인해 스페인 출신 난민들도 미국으로 이주했다. 대다수의 스페인인들은 플로리다, 텍사스, 캘리포니아, 뉴저지, 뉴욕시, 시카고, 푸에르토리코에 정착했다.
2003년 미국 인구조사국의 자료 발표는 히스패닉이 미국에서 가장 큰 소수민족임을 드러냈으며, 스페인에서 스페인어의 위상에 대한 언론의 추측을 불러일으켰다. 그 해, 1991년 스페인 정부가 전 세계적으로 스페인어 진흥을 위해 설립한 기관인 세르반테스 문화원은 뉴욕에 지부를 설립했다.

## 역사적 인구통계
| 연도  | 스페인어 모국어 사용자 수 | 미국 인구 중 비율 |
| ----- | ------------------------- | ----------------- |
| 1980  | 1,100만 명                | 5%                |
| 1990  | 1,730만 명                | 7%                |
| 2000  | 2,810만 명                | 10%               |
| 2010  | 3,700만 명                | 12.8%             |
| 2015  | 4,000만 명                | 13.3%             |
| 2023  | 4,340만 명                | 13.7%             |
| 출처: |                           |                   |

총 36,995,602명의 5세 이상 미국 거주자가 가정에서 스페인어를 사용했으며(미국 전체 인구의 12.8%), 이는 2010년 인구 조사 결과이다.

## 현재 상태

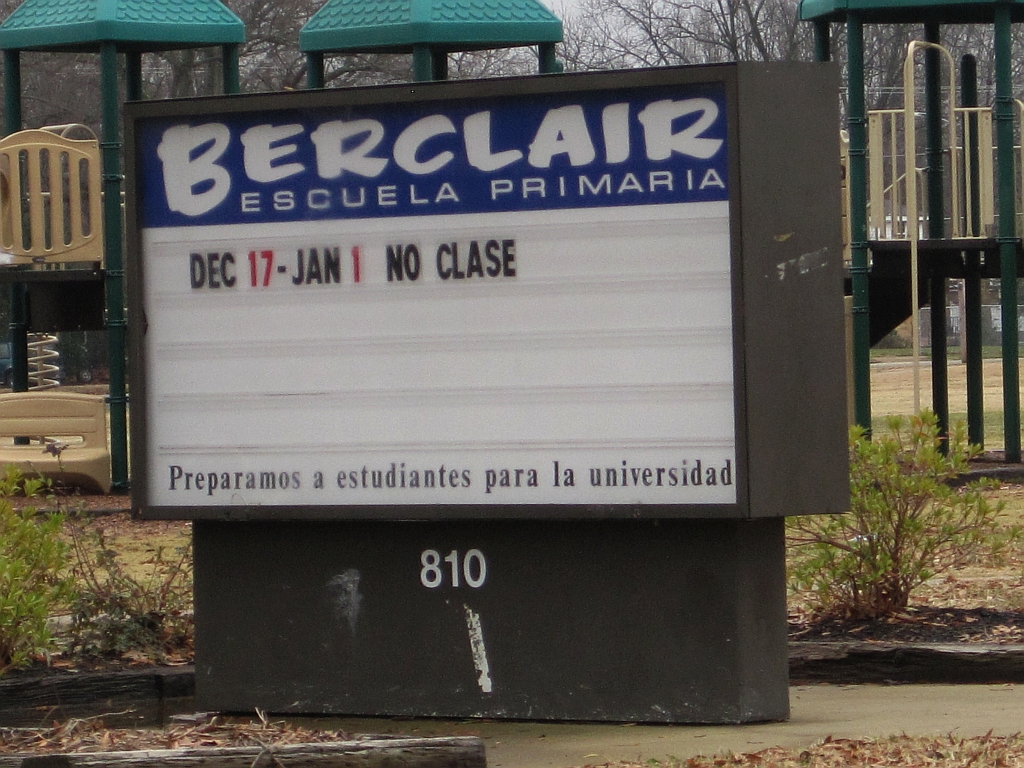
멤피스, 테네시에 있는 공립 초등학교의 스페인어 표지판(스페인어로는 DEC와 JAN이 각각 DIC와 ENE가 된다).

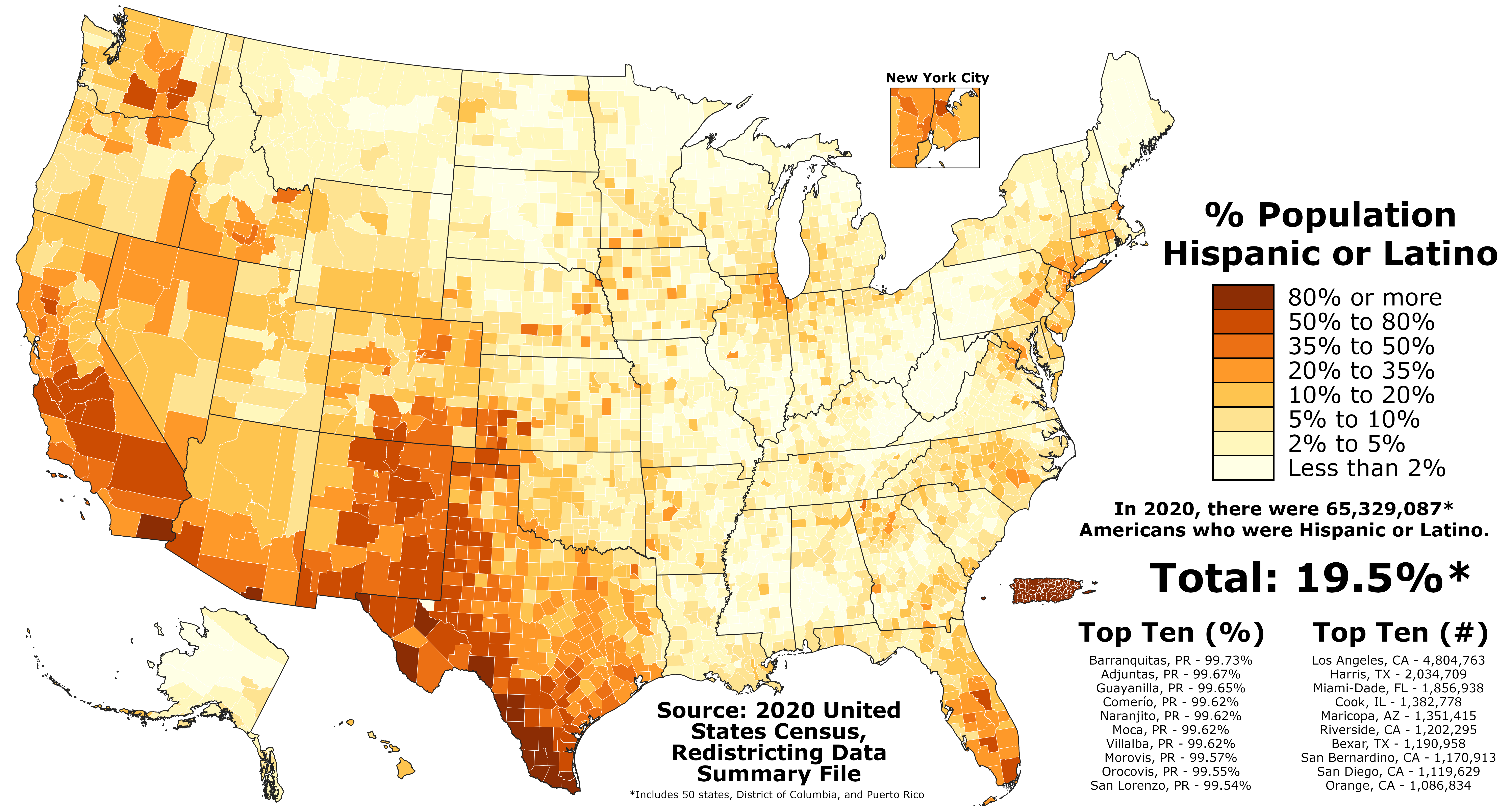
미국 히스패닉 분포 (2020년 미국 인구 조사).

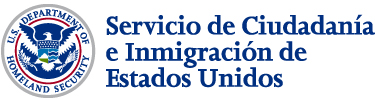
미국 이민국의 스페인어 로고

2025년까지 미국은 법적으로 공용어가 없었지만, 영어는 사업, 교육, 정부, 종교, 언론, 문화 및 공공 영역의 지배적인 언어였다. 사실상 모든 주 및 연방 정부 기관과 대기업은 영어를 특히 관리직에서 내부 실무 언어로 사용한다. 애리조나, 캘리포니아, 플로리다, 뉴멕시코, 텍사스 등 일부 주에서는 스페인어 및 기타 일반적으로 사용되는 언어로 이중 언어 법률 공고 및 공식 문서를 제공한다. 영어는 히스패닉 인구의 증가하는 비율을 포함하여 대부분의 미국인의 주요 언어이다.
2000년과 2015년 사이에 가정에서 스페인어를 사용하는 히스패닉의 비율은 78%에서 73%로 감소했다. 위에서 언급했듯이, 유일한 주요 예외는 스페인어가 첫 번째 공용어로 선포된 푸에르토리코 영토였다. 푸에르토리코에서는 스페인어가 가장 일반적으로 사용되는 언어이며, 지방 정부의 언어이자 학교 및 대학의 교육 언어이다.
스페인어는 미국에서 가장 널리 가르치는 제2외국어이다.
아마도 부분적으로 언어 장벽 때문에, 미국 국립보건영양조사에 따르면 스페인어 사용 가정의 아동은 영어 사용 가정의 아동보다 비만율이 50% 더 높다고 한다. 가족들은 스페인어로 된 건강 교육 자료나 자원에 접근할 수 없을 수 있으며, 식품 라벨은 일반적으로 영어로만 되어 있다.

### 캘리포니아
캘리포니아의 첫 헌법은 스페인어 사용권을 인정했다.
이 주의 세 최고 권력 기관으로부터 발효되는 모든 법률, 법령, 규정 및 조항 중 그 성격상 공표가 필요한 것은 영어와 스페인어로 공표되어야 한다.— 캘리포니아 헌법, 1849년, 제11조 21항.

1870년까지 영어 화자가 캘리포니아의 다수가 되었다. 1879년, 주에서는 모든 공식 절차는 오로지 영어로 진행되어야 한다는 조항을 담은 새로운 헌법을 공포했으며, 이 조항은 1966년까지 유효했다. 1986년, 캘리포니아 유권자들은 국민투표를 통해 새로운 헌법 조항을 추가했다.
영어는 캘리포니아주의 공식 언어이다.— 캘리포니아 헌법, 제3조 6항

스페인어는 주 전역에서 여전히 널리 사용되며, 많은 정부 양식, 문서 및 서비스가 영어와 스페인어 이중 언어로 제공된다. 모든 공식 절차는 영어로 진행되어야 하지만, 캘리포니아 법원 시스템은 스페인어 사용자에게 편의를 제공한다.
영어를 이해할 수 없는 범죄 피의자는 절차 내내 통역사를 가질 권리가 있다.— 캘리포니아 헌법, 제1조 14항

### 애리조나
미국 남서부의 역사를 통틀어 언어 문제가 문화적 권리 및 이중 언어 주 정부 대표의 일부로서 논란의 여지가 있었고, 이는 영어 화자와 스페인어 화자 간에 사회문화적 마찰을 야기했다. 애리조나 주는 남서부의 이웃 주들과 마찬가지로 멕시코와 긴밀한 언어 및 문화적 유대 관계를 맺고 있다. 이 주는 1853년 개즈던 매입을 제외하고는 1863년에 서쪽 절반이 애리조나 준주가 될 때까지 뉴멕시코 준주의 일부였다. 구 개즈던 매입 지역은 1940년대까지 주로 스페인어 사용 지역이었지만, 투손 지역은 영어에 능숙한 멕시코계 미국인을 포함하여 영어 화자의 비율이 더 높았다. 멕시코 정착민들의 지속적인 유입은 스페인어 화자 수를 증가시켰다.

### 플로리다

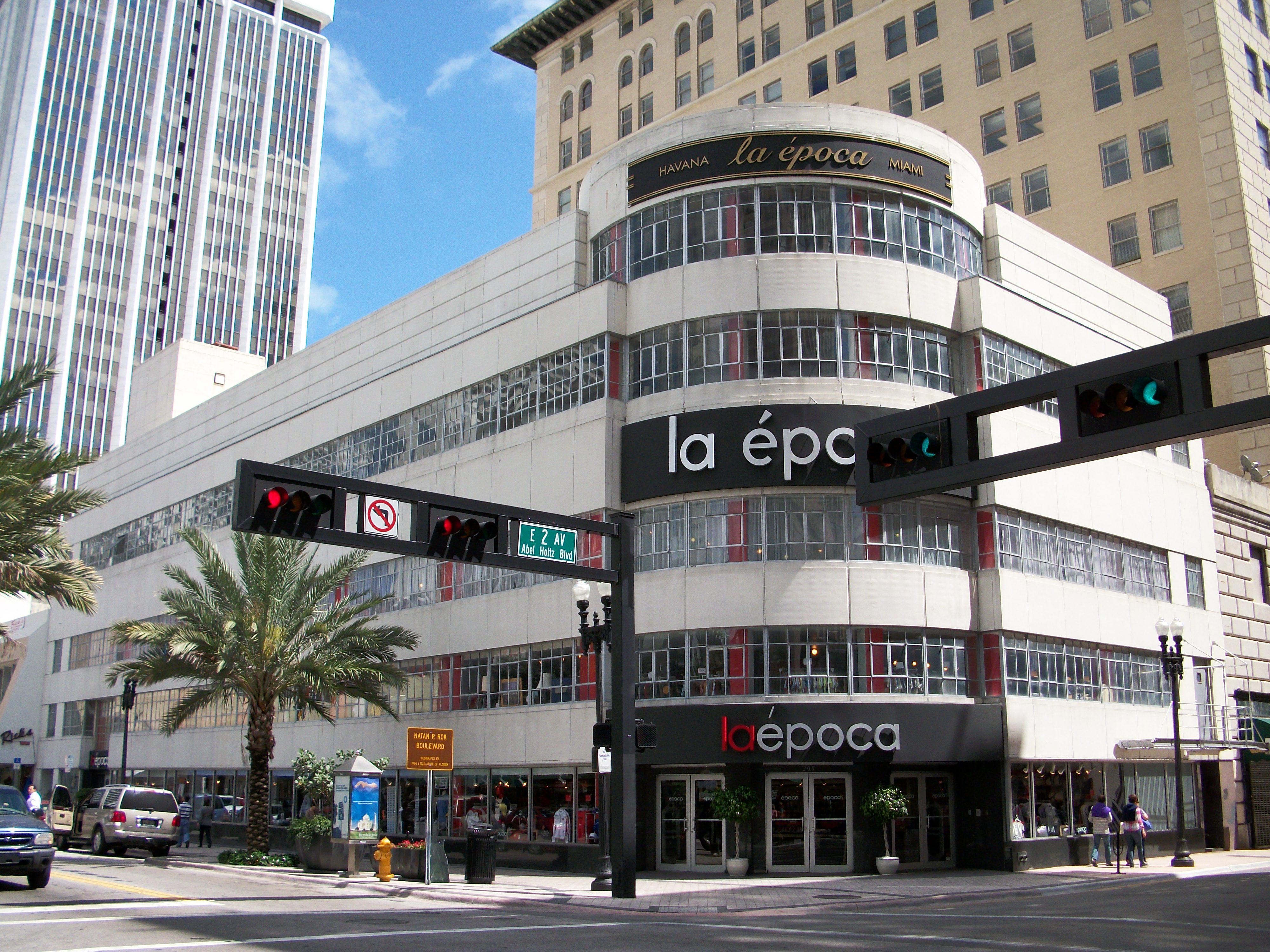
라 에포카(La Época)는 마이애미의 고급 백화점으로, 스페인어 이름은 쿠바에서 유래했다. 라 에포카는 미국에서 스페인어 사용자들이 시작하고 소유한 많은 사업체 중 한 예이다.

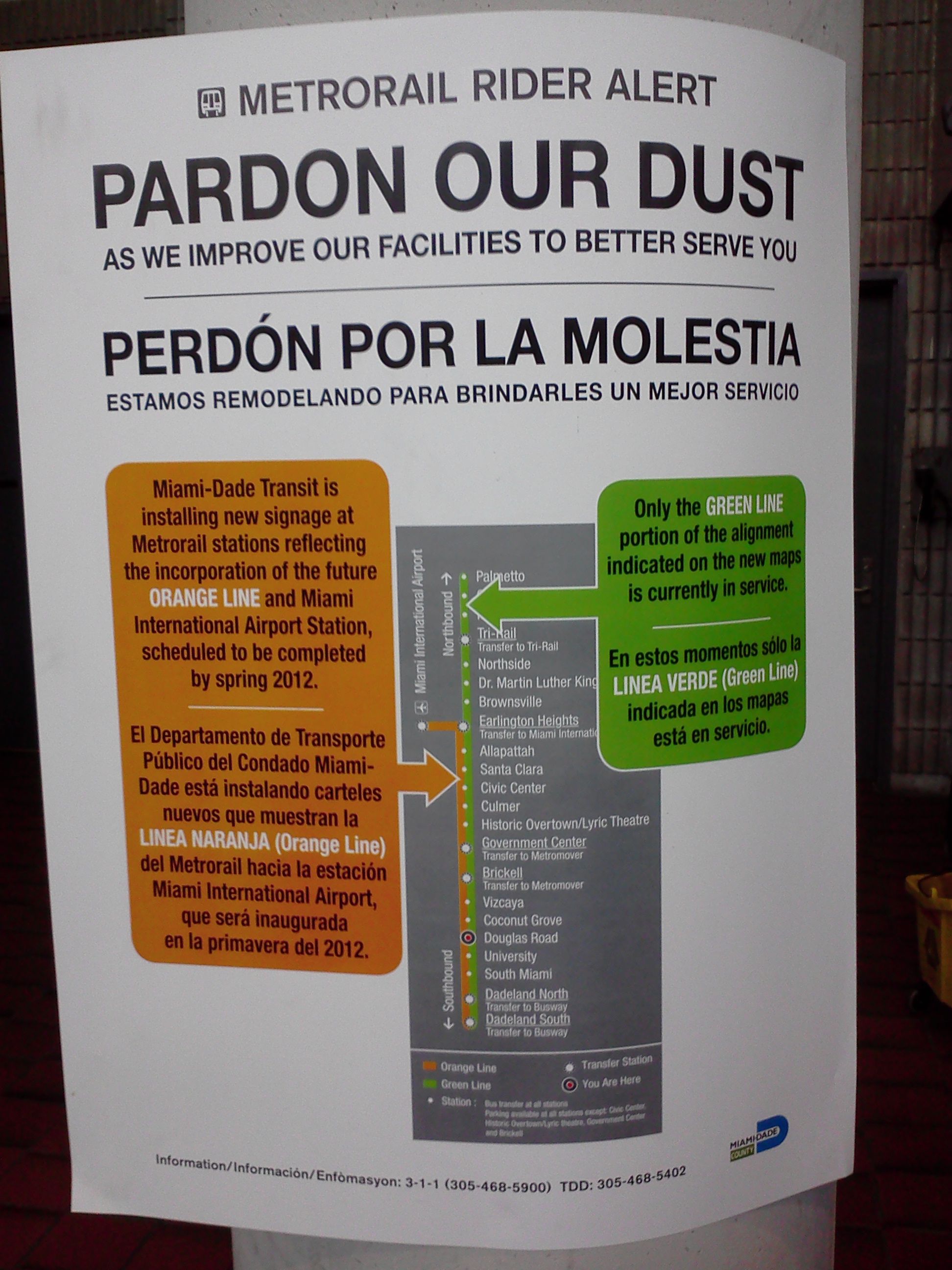
16세기에 스페인인들에 의해 처음 정착된 플로리다 주민의 19%가 현재 스페인어를 사용하며, 이는 가장 널리 가르치는 제2외국어이다. 마이애미에서는 2000년에 주민의 67%가 스페인어를 모국어로 사용했다.

1990년대와 2000년대 동안 마이애미는 히스패닉계 이중 언어 인구가 다수인 국제 도시로 부상했다. 오늘날 마이애미 대도시권 주민의 대부분은 가정에서 스페인어를 사용하며, 스페인어의 영향은 현지 영어 방언의 여러 특징에서도 볼 수 있다. 마이애미는 국제 비즈니스를 위한 많은 이중 언어 기업, 은행 및 미디어 매체를 보유하고 있어 "라틴 미국의 수도"로 간주된다.
또한, 플로리다에는 스페인어를 구사할 수 있는 상당한 비율의 인구를 가진 다른 주요 도시들이 있는데, 가장 주목할 만한 곳은 탬파 (18%)와 올랜도 (16.6%)이다. 탬파 시내 근처의 유서 깊은 동네인 입어 시티는 주로 스페인 및 쿠바 이민자들에 의해 건설되고 거주한다. 플로리다의 대부분의 라틴계는 쿠바 혈통이며 마이애미 대도시권에 거주하며, 다음으로는 마이애미와 올랜도에 푸에르토리코계가, 탬파, 포트 마이어스, 네이플스에 멕시코계가 거주한다.

### 뉴멕시코
뉴멕시코는 주 내 스페인어의 광범위한 사용과 법적 홍보로 인해 영어와 함께 스페인어를 공식 언어로 가지고 있는 것으로 흔히 생각되지만, 주에는 공식 언어가 없다. 뉴멕시코의 법률은 스페인어와 영어 모두로 공포된다. 영어는 주 정부의 공식 업무 언어이지만, 정부 업무는 특히 지방 수준에서 스페인어로 자주 진행된다. 스페인어는 16세기부터 뉴멕시코에서 사용되었다.
400년간의 존재 기간 대부분 동안 다른 스페인어권 지역과의 상대적 고립으로 인해 뉴멕시코 스페인어, 특히 북부 뉴멕시코와 콜로라도의 스페인어는 다른 방언에서 사라진 16세기 및 17세기 스페인어의 많은 요소를 유지하고 자체 어휘를 개발했다. 또한, 멕시코의 나와족이 여전히 사용하는 언어인 나와틀어에서 온 많은 단어를 포함하고 있다. 뉴멕시코 스페인어는 상부 리오그란데 강 계곡의 푸에블로어에서 온 외래어, 멕시코-스페인어 단어(mexicanismos), 영어에서 온 차용어를 포함한다. 문법적 변화로는 2인칭 복수 동사 형태의 소실, 특히 미완료 시제의 동사 어미 변화, 2인칭과 3인칭 활용의 부분적 병합 등이 있다.

### 텍사스

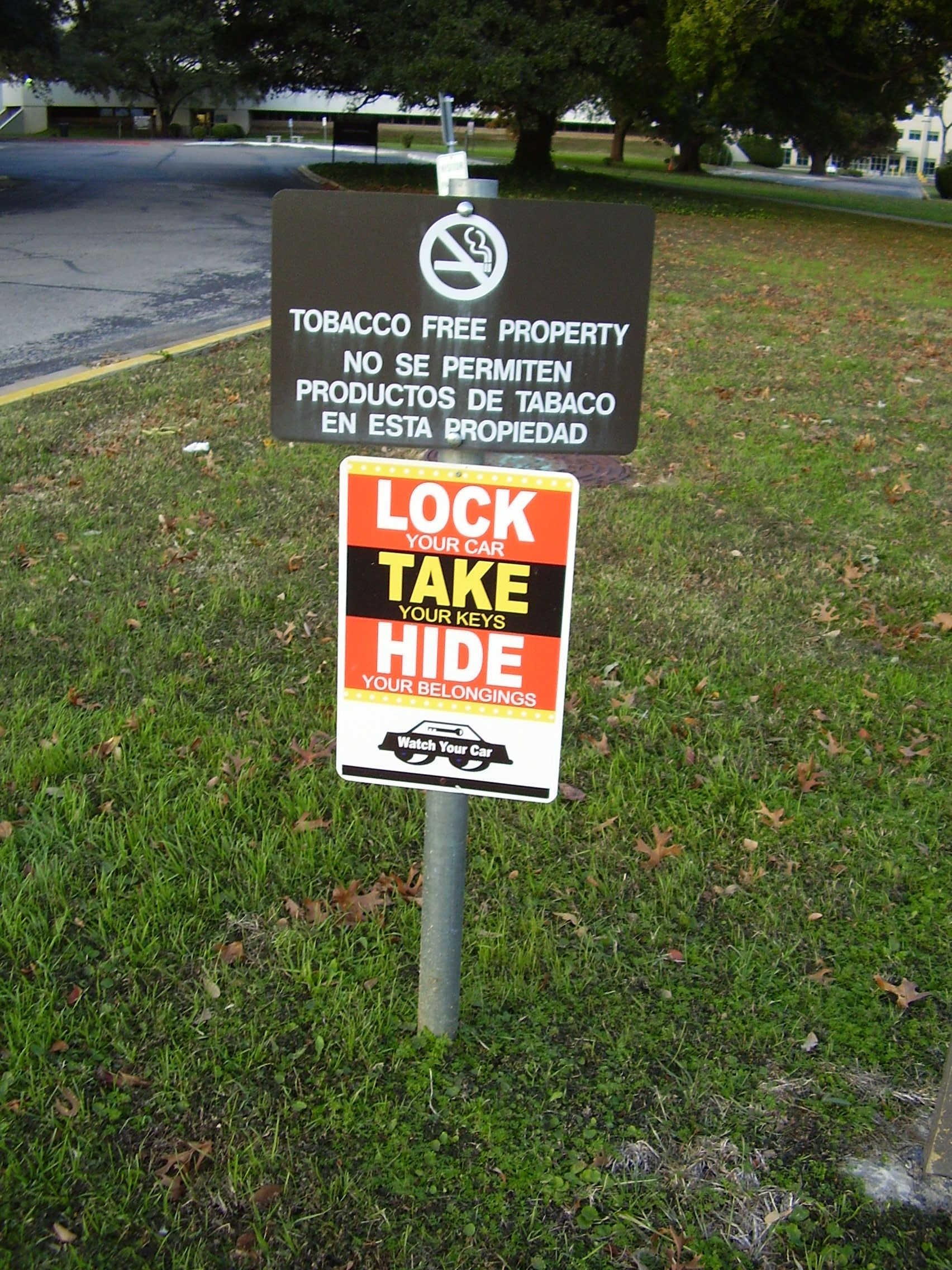
"금연" 표지판이 오스틴, 텍사스의 텍사스 보건복지부 본부에서 스페인어와 영어로 표시되어 있다.

텍사스에서는 영어가 주의 데 팍토 공용어이며 정부에서 사용되지만, 데 유레 지위는 없다. 그러나 스페인어 사용 텍사스인의 오랜 존재(참고: 테하노 및 멕시코계 미국인), 텍사스 혁명 이후 국경을 넘나드는 스페인어 사용자의 유출입으로 인해 텍사스에서 스페인어는 소수언어로서 큰 중요성을 지닌다. 멕시코 국경과 가까운 텍사스 카운티는 대부분 히스패닉이므로 이 지역에서는 스페인어가 흔히 사용된다. 텍사스 정부는 정부법 섹션 2054.116에 따라 영어 숙련도가 제한적인 주민을 지원하기 위해 주 기관 웹사이트에 스페인어 정보를 제공하도록 의무화하고 있다.

### 캔자스
스페인어는 적어도 1900년대 초부터 캔자스 주에서 사용되어 왔으며, 이는 주로 멕시코로부터의 여러 차례의 이민 물결 때문이다. 이는 멕시코 혁명 (약 1910–1920)을 피해 온 난민들로 시작되었다. 현재 캔자스에는 스페인어 사용 인구가 상당한 여러 도시가 있다: 리버럴, 가든시티, 도지시티 모두 라틴계 인구가 40% 이상이다. 최근 캔자스 스픽스 프로젝트와 협력하는 언어학자들은 리버럴 및 남서부 캔자스의 다른 지역에서 스페인어 사용 주민의 높은 수가 영어 방언에 어떻게 영향을 미쳤는지 보여주었다.
캔자스주에는 캔자스시티 지역의 KYYS와 같은 많은 스페인어 라디오 방송국과 주 전역의 다양한 스페인어 신문 및 텔레비전 방송국이 있다. 캔자스의 여러 도시에는 학생들이 다양한 시간 동안 두 언어로 교육을 받는 스페인어-영어 이중 언어 몰입 학교를 자랑한다. 예를 들어 위치토의 호러스 맨 초등학교는 유명한 교육 개혁가의 이름을 따서 명명되었고, 가든시티의 버팔로 존스 초등학교는 개척자, 들소 보호론자, 그리고 가든시티의 공동 창립자의 이름을 따서 명명되었다.

### 푸에르토리코
푸에르토리코 연방은 스페인어와 영어를 공식 언어로 인정하지만, 스페인어가 지배적인 언어이며 1978년에 첫 공식 언어로 선포되었다. 이 섬은 400년 동안 스페인 통치하에 있었으며, 정착민들은 주로 스페인어 화자였다가 미국-스페인 전쟁 이후 1898년에 스페인이 푸에르토리코를 미국에 양도했다.

## 지명
미국의 많은 지역이 한때 스페인, 그리고 나중에는 멕시코의 주권 아래 있었기 때문에, 많은 장소들이 그 시대로 거슬러 올라가는 스페인어 이름을 가지고 있다. 여기에는 여러 주와 주요 도시의 이름이 포함된다. 이 이름들 중 일부는 산 이시드로와 같이 현대 스페인어로는 Isidro가 될 구식 스페인어 철자법의 특징을 보존하고 있다. 나중에는 많은 다른 이름들이 미국 시대에 비스페인어 화자들에 의해 만들어졌고, 종종 스페인어 구문을 위반하기도 했다. 여기에는 시에라 비스타와 같은 이름이 포함된다.

## 학습 경향
1917년, 미국 스페인어 및 포르투갈어 교사 협회가 설립되었고, 제1차 세계 대전으로 인한 독일어에 대한 부정적인 태도 덕분에 스페인 문학에 대한 학술 연구가 도움이 되었다.
스페인어는 현재 미국 중등 학교 및 고등 교육에서 영어 다음으로 가장 널리 가르치는 언어이다. 2013년 가을에는 79만 명 이상의 대학생이 스페인어 과정에 등록했으며, 스페인어는 미국 대학 및 대학교에서 가장 널리 가르치는 외국어이다. 외국어 과정에 등록한 150만 명 이상의 미국 학생 중 약 50.6%가 스페인어를 수강했으며, 그 다음으로 프랑스어 (12.7%), 미국 수화 (7%), 독일어 (5.5%), 이탈리아어 (4.6%), 일본어 (4.3%), 중국어 (3.9%), 아랍어 (2.1%), 라틴어 (1.7%) 순이었다. 이 총계는 미국 전체 인구에 비해 상대적으로 적은 수치이다.

## 라디오 및 미디어
스페인어 라디오는 비영어 방송 매체 중 가장 크다. 외국어 방송은 꾸준히 감소했지만, 스페인어 방송은 1920년대부터 1970년대까지 꾸준히 성장했다.
1930년대는 호황기였다. 초기 성공은 텍사스와 남서부 지역의 집중된 지리적 청중에게 달려 있었다. 미국 방송국들은 멕시코와 가까웠고, 이는 연예인, 경영진, 기술자들의 꾸준한 순환을 가능하게 했으며, 히스패닉 라디오 경영진, 중개인, 광고주들의 창의적인 이니셔티브를 자극했다. 소유권은 1960년대와 1970년대에 점점 더 집중되었다. 이 산업은 1940년대 후반부터 1968년까지 현재는 없어진 무역 간행물인 Sponsor를 후원했다. 스페인어 라디오는 시민권 및 이민과 같은 주요 시사 문제에 대한 미국인 및 라틴계 담론에 영향을 미쳤다.

## 변종
미국 스페인어에는 다양한 억양이 존재한다. 미국 스페인어에 대한 영어의 영향은 매우 중요하다. 많은 라틴계(히스패닉이라고도 불리는) 청소년 서브컬처에서는 스페인어와 영어를 혼합하여 스팽글리시를 사용하는 것이 흔하며, 이는 영어와 스페인어 사이의 부호전환을 의미하거나 영어의 강한 영향을 받은 스페인어를 의미한다.
북미 스페인어 학술원은 미국에서 사용되는 스페인어의 발전과 영어의 영향을 추적한다.

### 변종
언어학자들은 미국에서 사용되는 스페인어의 다음 변종을 구별한다.
- 멕시코 스페인어: 미국-멕시코 국경 지역, 캘리포니아에서 텍사스에 이르는 남서부 전역, 그리고 시카고에서도 사용되지만, 미국 본토 전역에서 보편화되고 있다. 표준 멕시코 스페인어는 종종 미국 본토의 스페인어의 표준 방언으로 사용되고 가르쳐진다.[64][65]
- 카리브 스페인어: 푸에르토리코인, 쿠바인, 도미니카인들이 사용하는 스페인어. 주로 북동부와 플로리다, 특히 뉴욕시와 마이애미, 그리고 동부의 다른 도시들에서 들린다.
- 중앙아메리카 스페인어: 엘살바도르, 과테말라, 온두라스, 니카라과, 코스타리카, 파나마 등 중앙아메리카 국가 출신 히스패닉들이 사용하는 스페인어. 주로 캘리포니아와 텍사스 전역의 주요 도시, 그리고 워싱턴 D.C., 뉴욕, 마이애미에서 들린다.
- 남아메리카 스페인어: 베네수엘라, 콜롬비아, 페루, 에콰도르, 칠레, 볼리비아 등 남아메리카 국가 출신 히스패닉들이 사용하는 스페인어. 주로 뉴욕주, 캘리포니아, 텍사스, 플로리다 전역의 주요 도시들에서 들린다.
- 식민지 스페인어: 스페인 식민지 개척자와 초기 멕시코인의 후손들이 미국이 남서부와 다른 지역으로 확장 및 합병되기 전에 사용했던 스페인어.
  - 캘리포니아 스페인어 (1769년–현재): 캘리포니아, 특히 중부 해안
  - 이슬레뇨 스페인어 (1783년–현재): 세인트 버나드 패리시, 루이지애나
  - 사빈강 스페인어: 사빈 및 내커터시 패리시 일부, 루이지애나, 그리고 나코그도치스 서쪽 모랄 공동체. 농촌 멕시코 스페인어에서 유래했으며 소멸 위기에 처해 있다.
  - 뉴멕시코 스페인어: 뉴멕시코 중부 및 북중부, 콜로라도 남중부, 애리조나, 텍사스, 뉴멕시코 국경 지역, 콜로라도 남동부.

미국의 많은 스페인어 화자들은 이를 계승어로 사용한다.
이들 계승어 화자 중 다수는 준모어 화자 또는 점진적 이중 언어 사용자인데, 이는 그들이 어린 시절에는 스페인어를 사용했지만 나중에는 대부분 영어 사용 환경으로 전환했음을 의미한다. 그들은 일반적으로 언어에 대한 강력한 수동적 이해를 가지고 있지만 완전히 습득하지는 못했다. 다른 유창한 계승어 화자들은 가까운 가족 내에서 스페인어에서 영어로 그러한 완전한 전환을 겪지 않았다.
전환기 이중 언어 사용자들은 원어민 스페인어 화자들에게서는 거의 발견되지 않지만 제2외국어 학습자들에게는 흔히 나타나는 오류를 범하는 경향이 있다.
전환기 이중 언어 사용자들은 영어 단일 언어 사용자를 위해 고안된 교재와 유창한 계승어 화자를 위해 고안된 교재가 모두 부적절하기 때문에 스페인어 교실에서 종종 어려움을 겪는다.
계승어 화자는 일반적으로 원어민 또는 거의 원어민 수준의 음운론을 가지고 있다.

### 방언 접촉
미국 내 스페인어는 다양한 출신 배경을 가진 히스패닉이 거주하는 대도시에서 서로 다른 스페인어 변종 간의 혼합과 방언 평준화를 보여준다. 예를 들어, 휴스턴의 엘살바도르인들은 더 많은 멕시코어 화자와의 접촉과 엘살바도르 스페인어의 낮은 위상으로 인해 /s/ 감소율이 낮아지는 경향을 보인다.
로스앤젤레스는 주로 멕시코 중부 지역의 다양한 방언 화자들 간의 방언 평준화의 결과로 자체적인 구어체 스페인어 변종을 가지고 있다. 로스앤젤레스에서 자란 엘살바도르 부모의 자녀들은 일반적으로 이 변종을 사용한다. 다른 도시들도 자체적인 구어체 스페인어 변종을 가질 수 있다.
보세오, 즉 더 널리 사용되는 tú 대신 또는 함께 2인칭 대명사 vos를 사용하는 것은 미국으로 이민 온 온두라스 및 엘살바도르 이민자들 사이에서 널리 퍼져 있다. 이 이민자들의 자녀들은 tú의 더 널리 사용되는 용법에 적응하는 경향이 있지만, 동시에 중앙아메리카 정체성의 상징으로 가끔 vos를 유지한다. 2세대 엘살바도르계 미국인들은 종종 언어적 불안정성 때문에 접촉 상황에서 tú와 관련된 동사 형태와 함께 동사 보세오를 사용한다. 반면에 3세대 엘살바도르계 미국인들은 tú와 관련된 동사 형태를 채택했지만 정체성의 상징으로 vos 대명사를 유지하며 대명사 보세오를 사용하기 시작했다.

## 음운론
틀:Cleanup list
틀:IPA notice
미국 스페인어는 종종 영어로부터 음운론적 영향을 받는다. 예를 들어, 뉴멕시코 남부의 메시야 밸리에서 자란 이중 언어 사용자들은 대부분 두 개의 설측 마찰음 /r/과 /ɾ/을 [ɾ]로 합친다. 북부 뉴멕시코에서는 단일 언어 멕시코 스페인어와의 접촉이 적어 전동음 사용이 더욱 드물다.
[v]는 남서부의 치카노 스페인어에서 ⟨b⟩로 표기될 때와 ⟨v⟩로 표기될 때 모두 /b/의 이음으로 보고되었다. 이는 주로 영어의 영향 때문이다.
멕시코 스페인어는 일반적으로 /x/를 연구개 마찰음으로 발음하지만, 치카노 스페인어는 종종 이를 영어의 h 소리처럼 성문 [h]로 실현한다. 또한, /d/는 간혹 초성 위치에서 마찰음으로 실현될 수 있다.
미국 스페인어 화자의 모음 체계도 영어의 영향을 받을 수 있다. 예를 들어, /u/는 전방화될 수 있다.
미국 스페인어 발음의 많은 변형은 다른 스페인어 방언과 변종 간의 차이를 반영한다.
- 이스파노아메리카의 대부분처럼 ⟨z⟩와 ⟨c⟩(전치 e와 i 앞)는 s와 같은 방식으로 [s]로 발음된다. 세세오(/s/와 /θ/를 구분하지 않는 행위)는 라틴계 미국인의 언어에서 전형적일 뿐만 아니라 안달루시아 및 카나리아 제도 출신 히스패닉계 미국인들 사이에서도 전형적이다.
- 아메리카 스페인어는 보통 예이스모를 특징으로 하며, ⟨ll⟩과 ⟨y⟩는 둘 다 [ʝ]로 발음되어 구별되지 않는다. 예이스모는 이베리아 반도 스페인어에서도 확장되고 현재 지배적인 특징이지만, 특히 도시 언어(마드리드, 톨레도)와 안달루시아 및 카나리아 제도에서 그렇다. 그러나 [ʎ]는 스페인 북부의 일부 농촌 지역에서는 여전히 보존되어 있다. 리오플라텐세 스페인어 화자들은 ⟨ll⟩과 ⟨y⟩를 둘 다 [ʒ] 또는 [ʃ]로 발음한다. 이중문자 ⟨ll⟩의 전통적인 발음인 [ʎ]는 안데스산맥을 따라 있는 일부 방언, 특히 내륙 페루와 콜롬비아 고지대, 북부 아르헨티나, 그리고 볼리비아와 파라과이 전체에서 보존되어 있다.
- 대부분의 해안 지역 출신 조상을 가진 화자들은 음절 끝 /s/를 [h]로 비구강음화하거나 기식음화하거나 완전히 탈락시킬 수 있다. 즉, está es("그/그녀는 ~이다")는 스페인 남부(안달루시아, 무르시아, 카스티야-라만차주(북동부 제외), 카나리아 제도, 세우타, 멜리야)와 같이 [ehˈta] 또는 [eˈta]처럼 들린다.
- 많은 카리브해 방언에서는 음절 끝에 오는 l과 r 음소가 교환되거나 비슷하게 들릴 수 있다. caldo > ca[r]do, cardo > ca[l]do. 단어 끝에서 r은 묵음이 되며, 이는 카리브해 스페인어에 부분적인 비권설성을 부여한다. 이는 에콰도르와 칠레에서도 자주 발생하며, 엑스트레마두라와 스페인 서부 안달루시아에서 유래한 특징이다.
- 푸에르토리코에서는 [ɾ], [r], [l] 외에도 음절 끝의 /r/은 미국 영어의 영향으로 [ɹ]로 실현될 수 있다. "verso" (운문)는 [ˈbeɹso] 외에도 [ˈbeɾso], [ˈberso], 또는 [ˈbelso]가 될 수 있다. "invierno" (겨울)는 [imˈbjeɹno] 외에도 [imˈbjeɾno], [imˈbjerno], 또는 [imˈbjelno]가 될 수 있다. "escarlata" (주홍색)는 [ehkaɹˈlata] 외에도 [ehkaɾˈlata], [ehkarˈlata], 또는 [ehkaˈlata]가 될 수 있다. 단어 끝의 /r/은 일반적으로 다음 중 하나이다.

1. 자음 또는 휴지 앞에서는 전동음, 탄음, 접근음, [l], 또는 묵음: amo[r ~ ɾ ~ ɹ ~ l ~ ∅] paterno ('부성애')
2. 모음으로 시작하는 단어 앞에서는 탄음, 접근음, 또는 [l]: amo[ɾ ~ ɹ ~ l] eterno ('영원한 사랑')

1. 단어 끝에서 /n/은 아메리카 스페인어에서 자주 연구개음 [ŋ]이 되며, pan (빵)은 종종 ['paŋ]으로 발음된다. 영어 화자에게는 /ŋ/ 때문에 pan이 pang처럼 들린다. 단어 끝 /n/의 연구개음화는 아메리카에서 매우 널리 퍼져 있어서, 몇몇 지역만이 유럽처럼 치경음 [n]을 유지한다. 멕시코 대부분, 콜롬비아(해안 방언 제외), 아르헨티나(일부 북부 지역 제외)가 그렇다. 다른 지역에서는 연구개음화가 흔하지만, 일부 교육받은 화자들, 특히 언론이나 노래에서는 치경음 단어 끝 [n]이 나타난다. 연구개음 단어 끝 [ŋ]은 스페인에서도 흔하며, 특히 남부(안달루시아 및 카나리아 제도)와 북서부: 갈리시아, 아스투리아스, 레온에서 그렇다.

## 어휘 및 문법
미국 스페인어의 어휘와 문법은 영어의 영향, 가속화된 변화, 그리고 대부분의 미국 스페인어의 히스패닉계 미국 뿌리를 반영한다. 영어의 영향의 한 예는 미국 이중 언어 사용자들이 스페인어 단어를 사용할 때 영어와 스페인어 동족어 간의 의미론적 수렴을 보이는 것이다. 예를 들어, 스페인어 atender("주의를 기울이다")와 éxito("성공")는 미국 스페인어에서 영어의 "attend"와 "exit"와 유사한 의미 범위를 획득했다. 어떤 경우에는 영어에서 온 외래어가 기존 스페인어 단어를 동음이의어로 만들기도 한다. coche는 미국에서 "코치"라는 추가적인 의미를 획득했지만, "자동차"라는 원래 의미도 유지한다.
다른 현상으로는 다음이 포함된다.
- correr para ('~를 위해 달리다'), aplicar para ('~에 지원하다'), 그리고 soñar con 대신 soñar de ('~을 꿈꾸다')와 같은 차용 번역이 자주 발생한다.[83]
- patrás를 포함하는 표현, 예를 들어 llamar patrás는 널리 퍼져 있다. 비록 이들이 어원 차용으로 보이지만, 의미 확장일 가능성이 높다.[83]
- 미국 스페인어 화자들은 ser 대신 estar를 더 자주 사용하는 경향이 있다. 이는 스페인어 내부에서 진행 중인 경향의 확장으로, 역사적으로 estar는 훨씬 덜 사용되었다.[84] 더 자세한 내용은 스페인어 코풀라를 참조하라.
- 남서부 스페인어 화자들은 문법적 서법을 표현하기 위해 미래 시제를 독점적으로 사용하는 경향이 있다. 미래에 발생할 사건에 대해 이야기할 때는 우회적인 구성 'ir + a + 부정사'가 사용된다.[85]
- 치카노 스페인어 방언에서 agarrar라는 단어는 영어 "get"처럼 매우 넓은 의미 범위를 획득했다.[86]
- 미국 스페인어의 변종들은 전통적으로 보세오를 사용하지 않았지만, 이 기능은 중앙아메리카 이민자들에 의해 도입되었다. 이 이민자들의 자녀들은 부모보다 보세오를 훨씬 덜 사용하지만, 대명사 vos는 정체성의 상징으로 남아 있다. 동사 보세오는 언어적으로 불안정한 2세대 엘살바도르계 미국인들 사이에서 다른 변종의 화자와 접촉할 때 자주 발견되며, 반면에 대명사 보세오는 tú와 관련된 동사 형태를 채택했지만 정체성의 상징으로 대명사 vos를 유지하는 3세대 엘살바도르계 미국인들 사이에서 자주 발견된다.[75]
- 영어가 더 능숙한 스페인어 화자는 접속법을 덜 사용하는 경향이 있다. 이러한 직설법 선호는 스페인어 교육 수준이 낮을수록 독립적으로 상관 관계를 가지며, 단일 언어 스페인어의 변이를 반영한다.[87]
- 카나리아 스페인어와 같이 특정 표현에서 de (의)의 소실이 일어난다: esposo Rosa 대신 esposo de Rosa, gofio millo 대신 gofio de millo 등.
- 아랍-라틴어 동의어 이중어, 안달루시아 스페인어의 영향을 받아 아메리카 스페인어에서 더 흔하게 사용되는 아랍어 형태, 예를 들어 표준 반도 스페인어 habitación 또는 dormitorio ('침실') 대신 안달루시아 및 이스파노아메리카 alcoba 또는 표준 joya ('보석') 대신 alhaja.
- 스페인과 이스파노아메리카에서 의미가 다른 단어 목록을 참조하시오.

## 미래
스페인어는 미국에서 가장 일반적으로 사용되는 비영어 언어이다. 지속적인 이민은 스페인어의 지속적인 존재와 사용의 주요 이유인데, 초기 이민자들과 합병의 결과로 미국에 편입된 사람들의 후손들은 대부분 영어로 언어 전환을 겪었기 때문이다.
유니비전, 텔레문도, 이전의 아스테카 아메리카와 같은 스페인어 대중 매체는 스페인어 사용을 지원하지만, 이중 언어 청중을 점점 더 많이 서비스하고 있다. 또한, 북미자유무역협정 (NAFTA)은 많은 미국 제조업체가 아메리카 국가 기구 (OAS)의 4개 공식 언어 중 세 개인 영어, 프랑스어, 스페인어로 된 다국어 제품 라벨링을 사용하도록 의무화하고 있다.
오랫동안 스페인어권 이민자들에게 서비스를 제공해 온 전문 사업체 외에도, 소수이지만 증가하는 주류 미국 소매업체들도 이제 스페인어권 지역에서 이중 언어 광고를 하고 이중 언어 고객 서비스를 제공한다. 이러한 사업체의 흔한 지표 중 하나는 "스페인어가 사용됩니다"를 의미하는 Se Habla Español이다.

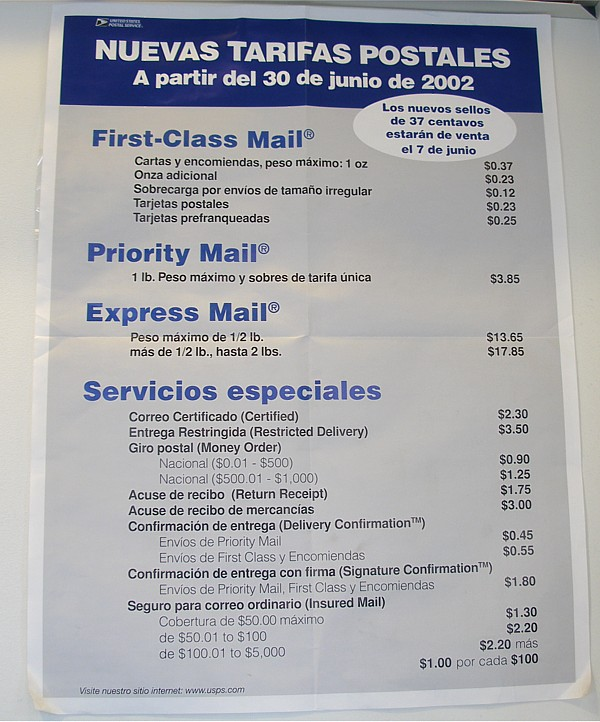
미국 우정청과 같은 연방 기관들은 정보를 스페인어로 번역한다.

연례 국정연설 및 기타 대통령 연설은 1990년대 클린턴 행정부가 세운 선례에 따라 스페인어로 번역된다. 또한, 스페인어에 유창한 비히스패닉계 미국 출신 정치인들은 히스패닉계 다수 선거구에서 스페인어로 연설한다. 미국에는 500개의 스페인어 신문, 152개의 잡지, 205개의 출판사가 있다. 히스패닉 시장을 위한 잡지 및 지역 TV 광고 지출은 1999년부터 2003년까지 각각 58%와 43%의 성장률을 보이며 크게 증가했다.
역사적으로 이민자 언어는 세대 간 동화로 인해 사라지거나 축소되는 경향이 있으며, 3세대에는 영어 단일 언어 사용이 지배적이다. 이러한 패턴은 최근 이민자들(스페인어 사용자를 포함)과 그 후손들 사이에서도 대체로 유지되어 왔다.
스페인어는 20세기 동안 여러 국가와 미국 영토에서 사라졌다. 특히 필리핀과 괌, 미크로네시아, 팔라우, 북마리아나 제도, 마셜 제도와 같은 태평양 섬 국가에서 그러했다.
영어 전용 운동은 영어를 미국의 유일한 공식 언어로 확립하려고 한다. 일반적으로 이들은 히스패닉어 사용 이민자들에게 영어를 배우고 공개적으로 말하도록 정치적 압력을 가한다. 대학, 기업, 전문직에서 영어를 사용하기 때문에 사회경제적 지위를 높이기 위해 영어를 배워야 한다는 사회적 압력이 크다. 이러한 사회적 압력과 정책은 스페인어의 소실과 영어로의 전환에 기여한다.
일반적으로 히스패닉(2002년 미국 인구의 13.4%)은 어느 정도 이중 언어 사용자이다. 시몬스 시장 조사(Simmons Market Research) 설문조사에 따르면 히스패닉의 19%는 스페인어만 사용하고, 9%는 영어만 사용하며, 55%는 영어 숙련도가 제한적이고, 17%는 영어-스페인어 완전 이중 언어 사용자이다.
스페인어의 세대 간 전승은 스페인어 화자의 순수한 통계 수치보다 미국 내 스페인어의 미래를 더 정확하게 보여주는 지표이다. 히스패닉은 다양한 영어 숙련도 수준을 가지고 있지만, 거의 모든 2세대 히스패닉은 영어를 구사하며, 약 50%는 가정에서 스페인어를 사용한다. 3세대 멕시코계 미국인의 3분의 2는 가정에서 영어만 사용한다. 캘빈 벨트만은 1988년 국립 교육 통계 센터와 히스패닉 정책 개발 프로젝트를 위해 히스패닉어 사용 이민자들의 영어화에 대한 가장 완벽한 연구를 수행했다. 벨트만의 언어 교체 연구는 14세 이전에 미국에 도착한 이민자의 40%, 10세 이전에 도착한 이민자의 70%가 스페인어를 포기하는 비율을 기록하고 있다. 연구의 전체 인구 통계학적 예측은 주어진 히스패닉어 사용 이민자 코호트가 두 세대 내에 거의 완전히 동화될 것이라고 가정한다. 비록 그의 연구가 1976년 인구조사국에서 얻은 대규모 표본을 기반으로 했으며, 이는 반복되지 않았지만, 1990년 인구조사 자료는 히스패닉 인구의 큰 영어화를 확인하는 경향이 있다.

## 문학
스페인어 미국 문학은 1610년 스페인 탐험가 가스파르 페레스 데 비야그라가 그의 서사시 『신 멕시코의 역사』를 처음 출판하면서 시작되었다. 그러나 20세기 후반에 이르러서야 독립 출판사, 일반 출판사 및 상업 출판사, 극장을 통해 스페인어, 스팽글리시, 그리고 이중 언어 시, 희곡, 소설, 에세이가 시장에 쉽게 구할 수 있게 되었다. 문화 이론가 크리스토퍼 곤살레스는 오스카 제타 아코스타, 글로리아 안살두아, 피리 토마스, 길버트 에르난데스, 산드라 시스네로스, 후놋 디아스와 같은 라틴계 작가들이 혁신적인 작품을 써서 미국 히스패닉 문학의 새로운 독자층을 창출했다고 평가한다.

## 같이 보기
- 미국에서 가장 일반적으로 배우는 외국어 목록
- 악센트 부호가 있는 미국 도시 목록
- 히스패닉계가 다수인 미국 지역사회 목록
- 미국에서 발행되는 스페인어 신문 목록
- 미국 스페인어 격년 학술회의

일반:
- 두 언어 병용 교육
- 스팽글리시
- 아메리카 스페인어
- 과학 기술 분야의 스페인어
- 온두라스의 구어체 표현 목록
- 필리핀의 스페인어
- 스페인어의 역사
- 미국의 언어
- 히스패닉

## 참고 자료
- Abernathy, Francis (1976). 〈The Spanish on the Moral〉. 《The Bicentennial Commemorative History of Nacogdoches》. Nacogdoches: Nacogdoches Jaycees. 21–33쪽.
- Cobos, Rubén (2003). 《A Dictionary of New Mexico & Southern Colorado Spanish》 2판. Museum of New Mexico Press. ISBN 0-89013-452-9.
- Lipski, John M. (1987). 《El dialecto español de Río Sabinas: vestigios del español mexicano en Luisiana y Texas》. 《Nueva Revista de Filología Hispánica》 (스페인어) 35. 111–128쪽. doi:10.24201/nrfh.v35i1.624. JSTOR 40298730.
- Lipski, John M. (2008). 《Varieties of Spanish in the United States》. Washington, D.C.: Georgetown University Press. ISBN 9781589012134.
- Melgarejo, Victoria; Bucholtz, Mary (2020). 《Oh, I don't even know how to say this in Spanish》 (PDF). 《Spanish in Context》 17. 488–510쪽. doi:10.1075/sic.18028.buc. ISSN 1571-0718. S2CID 225015729.
- Vigil, Donny (2008). 《The traditional Spanish of Taos, New Mexico: Acoustic, phonetic and phonological analyses》 (PhD). Purdue University.
- Waltermire, Mark; Valtierrez, Mayra (2017). 《The trill isn't gone: Rhotic variation in southern New Mexican Spanish》. 《Journal of the Linguistic Association of the Southwest》 32. 133–161쪽.

## 추가 자료
- Escobar, Anna María (2015). 《El español de los Estados Unidos》. Cambridge, United Kingdom: Cambridge University Press. ISBN 9781107451179.
- Fuller, Janet M.; Leeman, Jennifer (2020). 《Speaking Spanish in the US : the sociopolitics of language》 2판. Bristol, UK. ISBN 9781788928298.
- Lozano, Rosina (2018). 《An American language : the history of Spanish in the United States》. Oakland, California: University of California Press. ISBN 9780520297074.